# 이야기 (2018년 영화)
《이야기》(영어: The Tale)는 미국에서 제작된 제니퍼 폭스 감독의 2018년 드라마 영화이다. 로라 던 등이 주연으로 출연하였고, 오런 모버먼 등이 제작에 참여하였다.
감독 제니퍼 폭스 본인이 어려서 겪었던 아동 성학대와 성인이 되어 이 사실을 받아들인 과정을 소재로 했다. 폭스는 2023년 뉴욕 타임스와 가진 인터뷰에서 자신을 학대했던 범인이 올림픽 메달리스트 조정 선수 테드 내시임을 밝혔다.

## 출연진

### 주연
- 로라 던 - 제니퍼 "제니" 폭스 역
  - 이저벨 넬리스 - 제니, 13살 역
  - 제시카 세라 플라움 - 제니, 15살 역
- 엘리자베스 더비키 - 제인 "지 부인" 역
  - 프랜시스 콘로이 - 나이 든 지 부인 역

### 조연
- 제이슨 리터 - 윌리엄 P. "빌" 앨런스, 제니퍼의 달리기 코치이자 지 부인의 연인 역
  - 존 허드 - 나이 든 빌 역
- 엘런 버스틴 - 네이딘 "네티" 폭스, 제니퍼의 어머니 역
  - 로라 앨런 - 어린 네티 역
- 코먼 - 마틴, 제니퍼의 남자친구 역
- 조디 롱 - 베키 역
  - 셰이 리 에이브슨 - 어린 베키 역
- 티나 파커 - 프래니 역
  - 이저벨라 어마라 - 어린 프래니 역
- 매슈 로치
- 노아 로맥스
- 스콧 타케다
- 재클린 플레밍

## 기타 제작진
- 총괄 제작: 줄리 파커 베넬로